# 2 Stone 2 Skank
2 Stone 2 Skank est un groupe canadien de ska, originaire de Longueuil, au Québec. Actif entre 1997 et 2005, le groupe se caractérise par un ska solide, efficace, moqueur, provocant et toujours francophone.

## Biographie
Au printemps 1997, deux résidents de Longueuil, au Québec, Mathieu Brunet et Guillaume Couillard, se rencontrent lors d'un spectacle des Kingpins et décident de former un groupe de ska. Peu après, des amis se joignent à eux, et ils forment les 2 Stone 2 Skank au cours de l’été 1997. Le groupe se compose alors de six membres comprenant la plupart des musiciens actuels à l’exception de Vincent X au chant, et Guillaume, à la batterie. Ayant quitté la formation ce dernier est remplacé par le batteur des Fous Alliés, Éric Paquette. Vincent X quitte le groupe après deux ans de services pour être remplacé par Guillaume qui effectue un retour au sein du groupe pour combler ce poste.
Au cours de l’été 2000, tout juste après l’enregistrement du premier album Trois complices sur l’étiquette Eskimo, Éric quitte le groupe pour être remplacé par Mathieu « Krash » Grenier. Marc-André rajoute de la trompette au début de 2001. En 2002, le groupe fait partie des Francouvertes et concourt face à Parti!Alaska. Guillaume quitte le groupe à nouveau durant l’hiver 2002, et sera remplacé par Geoffroy à titre de chanteur solo, afin de sortir un EP. Leur EP, intitulé De retour sur l'échiquier, est publié au printemps 2003. Cette même année, le groupe participe à la compilation Made in Kébek 2.
Le 11 juin 2004, le groupe joue à l'X avec Spleen et Les Skalcooliques. Après avoir joué sur les scènes du Québec, s'être collé aux jamaïcains de The Skatalites et aux californiens de Goldfinger, 2 Stone 2 Skank se sépare le 15 janvier 2005 après huit ans d'activité. 
En 2017, le groupe se reforme pour un spectacle au Montebello Rockfest. La groupe décide de continuer à la suite de ce spectacle. Un nouvel album est même lancé en 2020:  Souvenirs de Longueuil beach.

## Style musical
Le groupe produit des textes uniquement en français, et se démarque ainsi d'une scène montréalaise majoritairement anglophone[réf. nécessaire]. Cette formation tire ses influences d'un ska troisième vague (ska revival) sans jamais dévier sur le ska punk typiquement californien. Le style musical des 2s2s était qualifié de rapide et agressif, un ska engagé et « rentre-dedans ». Leurs influences venaient principalement des pionniers ska de la France (Raymonde et les Blancs Becs, Skarface et Ludwig von 88), du mouvement 2 tone (Madness et Inspecter 7) et s’inspirait aussi de l’approche underground montréalaise. À ce titre, il faut mentionner des groupes tels que Grim Skunk et Banlieue rouge.

## Membres
- Mathieu « Master » Brunet - 1997 - 2005 claviers
- Cédric « Gentil » Lemay - basse
- Jocelyn « Génie » Harvey - guitare
- Guillaume « Le Boucher » Couillard - batterie (1997-1999), chant (1999-2002 et 2017 à auj.)
- Geoffroy « Geoff » Faribault - voix (2003-2005)
- Thomas « Tomate » Vandemoortele - trompette, chœurs
- Marc-André « Dude » Ethier - trompette, chœurs
- Mathieu « Krash » Grenier - batterie
- Vincent X - voix (1997-1999)
- Marc-André « Pedro » Hebert - Claviers

## Discographie

### Albums studio
- 1998 : Le Québec en montre une
- 1999 : 8 morceaux s'emboîtant complètement (indépendant)
- 2001 : Trois complices (Eskimo)
- 2020 : Souvenirs de Longueuil beach (indépendant)

### EP
- 2003 : De retour sur l'échiquier (Le Pape est un ours)

### Apparitions
- 2003 : Made in Kébek 2
- Compilations 2 Tongue